# Girlicious (албум)
Girlicious е дебютният студиен албум на американската група „Гърлишъс“ издаден през август 2008 г. Албумът заема второ място в канадската класация за албуми и получава платинена сертификация. От албума са издадени общо 3 сингъла Like Me, Stupid Shit и Baby Doll.

## Списък с песните

### Оригинално издание
1. „Do About It“ – 3:41
2. „Baby Doll“ – 3:20
3. „Liar Liar“ (с Фло Райда) – 3:38
4. „Save The World“ – 3:47
5. „Here I Am“ – 4:13
6. „Already Gone“ – 3:44
7. „I.O.U.1.“ (с Кардинал Офишъл) – 4:15
8. „My Boo“ – 4:12
9. „Radio“ – 3:30
10. „Still In Love“ (със Шон Кингстън) – 3:42
11. „It's Mine“ – 3:30
12. „The Way We Were“ – 3:20
13. „Stupid Shit“ – 3:07
14. „Like Me“ – 2:54

### Дигитално издание
1. „Mirror“ – 3:50

### Канадско делукс издание
1. „Caught“ – 3:40
2. „Don't Turn Back“ (с Колби О'донис) – 4:00
3. „Baby Doll (Dave Audé Club Mix)“ – 6:48
4. „Like Me (Dave Audé Club Mix)“ – 7:50
5. „Stupid Shit (Dave Audé Club Mix)“ – 7:07